# Rola (modelo)
Rola (ローラ, Rōra) (em bengali: রোলা), nascida Eri Sato (佐藤 えり, Sato Eri, Tóquio, 30 de março de 1990), é uma modelo japonesa, personalidade de TV, atriz e cantora. Ela nasceu em Bangladesh, descendente de japoneses e russos. O pai de Rola é bengali, já que nasceu em Bangladesh, e sua mãe é japonesa. Como modelo, ela é conhecida por suas aparições regulares na revista de moda japonesa Vivi e em vários comerciais. Desde 2011, Rola também se tornou amplamente conhecida como um tarento (personalidade de TV) aparecendo na televisão japonesa regularmente. Além disso, Rola tem um dos maiores sucessos de mídia social para uma celebridade japonesa.  Rola é representada pela agência de gestão Libera.

## Vida pessoal
Rola nasceu em Tóquio, no Japão. Ela foi criada principalmente em Bangladesh até os 9 anos de idade, onde frequentou uma escola internacional americana. Seu pai é de Bangladesh e sua mãe é descendente de japoneses e russos. Como seus pais eram divorciados, Rola foi criada, principalmente, por sua madrasta, que é chinesa. Rola tem um irmão gêmeo, um meio-irmão e uma meia-irmã, que são, também, gêmeos.

## Carreira

### Modelo
Depois de fazer várias aparições na revista Popteen do Japão, Rola começou a aparecer na revista de moda Vivi em 2008.  Desde então, ela tem atuado como modelo de passarelas, fazendo inúmeras aparições em festivais de moda como Tokyo Girls Collection, Shibuya Girls Collection e Girls Award.
A primeira aparição de Rola na capa da revista Vivi foi em agosto de 2012. Além disso, Rola teve seu primeiro livro de moda, The Rola!!, publicado também em agosto de 2012. Ademais, um livro de moda adicional, Rola's Closet, foi lançado em junho de 2014 e contém fotografias tiradas por Rola no Instagram.
Em agosto de 2014, Rola começou a modelar para a marca de moda Beams, fazendo sua primeira aparição no catálogo outono/inverno de 2014 da marca.
Rola apareceu nos desfiles Kobe Collection (2008) e Tokyo Girls Collection (2009 outono/inverno).

### Personalidade de TV
A carreira de Rola como tarento começou em junho de 2010, quando ela fez sua primeira aparição no programa Shabekuri 007, da Nihon TV, ao lado de seus colegas Lena Fujii e Mitsuki Oishi. Rola foi eleita o número quatro da "estrela da TV em ascensão em 2011", com 200 aparições em programas de TV japoneses.  Ela apareceu como regular semanal no Waratte Iitomo da Fuji TV! show de variedades a partir de abril de 2012  até o programa terminar em março de 2014.
A personalidade de televisão de Rola compreende características distintas, exalando uma ingenuidade infantil geral, inocência e diversão. Assinaturas como soprar suas bochechas em constrangimento, segurar um gesto com a mão "OK" sobre a bochecha e enrolar a língua sobre o lábio superior fazem de Rola um assunto comum para os imitadores japoneses, que também imitam suas respostas e risos constantes.  Ela se enquadra na categoria ídolo-modelo do "talento" japonês ( tarento ) por não possuir realmente nenhum talento em particular, mas Rola apresenta possibilidades cômicas por sua mera presença.  Na esteira da popularidade de Rola, o aspirante a talento Arie Mizusawa começou a aparecer na televisão japonesa exibindo afetações fofas quase idênticas às de Rola, numa medida em que a mídia de entretenimento se referia a Mizusawa como "Rola 2" e como "gêmea" de Rola.
Em abril de 2014, Rola adquiriu seu primeiro papel como apresentadora no programa de perguntas e respostas da Fuji TV , Danketsu Seyo Quiz 30, no qual ela se apresentou ao lado do veterano apresentador e comediante de TV Atsushi Tamura. Em 2017, houve relatos de que ela poderia estar em um contrato de dez anos com sua agência de talentos, o qual se assemelha a um modelo de escravidão.

### Música
Em outubro de 2011, Rola fez sua estreia musical como vocalista de destaque em Issa da banda Da Pump e na música de SoulJa, "i hate u". Ela fez sua estreia solo em julho de 2012 com a música "Memories", canção tema para o anime Pokémon Kyurem vs. Sagrado Swordsman: Keldeo.  A canção atingiu o número 14 no Oricon Chart em sua primeira semana de lançamento.  Em setembro de 2012, Rola se reuniu com a cantora canadense Carly Rae Jepsen em Tóquio, seguindo sua própria versão do hit "Call Me Maybe", de Jepsen, e expressou sua intenção de dominar o inglês para "ganhar novos horizontes".

### Twitter
Rola entrou para a rede social Twitter em 29 de fevereiro de 2012. Depois de três dias, ela ganhou mais de 190.000 seguidores. Após duas semanas, o número subiu para mais de 430.000, o maior número entre os modelos japoneses, seguido por Tsubasa Masuwaka e Kyary Pamyu Pamyu. Atingiu mais de 670.000 em 13 de abril de 2012, e 1.000.000 em outubro de 2012. Em junho de 2014, ela se tornou a quarta celebridade japonesa a ultrapassar dois milhões de seguidores. Desde fevereiro de  2016, ela tem o terceiro maior número de seguidores (mais de 3,43 milhões) para uma celebridade japonesa.

### Marca pessoal
Em 2013, Rola lançou uma marca de fragrâncias chamada Vasilisa. Ela tem dois perfumes.

### Atuação
Rola interpretou o papel da soldada Cobalt no longa-metragem de 2016 Resident Evil: The Final Chapter.

### Trabalho publicitário
Em 2009, como uma modelo exclusivo da Vivi, ela se tornou modelo
as roupas femininas "Vivifleurs" após uma joint venture entre a Vivi e a Haruyama Trading Co., Ltd.  .  Em 2011, junto com Mizuki Yamamoto , Yuri Ebihara , Jéssica Michibata , Tomomi Itano , Hazuki Tsuchiya e Taylor Momsen , Rola se tornou modelo da grife Samantha Thavasa , aparecendo em comerciais de televisão e catálogos .  Modelando para a marca de cosméticos Brigitte em janeiro de 2012, Rola apareceu em comerciais de televisão, que tem como alvo o mercado de início dos anos vinte.  Naquele mês de abril, Rola também assinou um contrato com a Fujiya Co. , aparecendo ao lado do mascote da marca "Peko-chan"; Uma nova marca de doces com Rola nas embalagens foi lançada pela empresa em setembro daquele ano.  Vendedora de correspondências para lingerie para mulheres jovens Peach John foi representada pela Rola em maio de 2012, onde apareceu na capa do catálogo da marca.  A partir de agosto de 2014, ela continua a representar a marca em comerciais de televisão.  Em agosto de 2012, Rola representou a cadeia de restaurantes takoyaki HotLand corporation que aparece em comerciais de televisão e em cartazes para a empresa.  Em 2013, Rola apareceu em comerciais de televisão para: especialistas em produtos de beleza "Tsuyamote Beauty", marca de cuidados com os pés Dr. Scholl , empresa de refrigerantes "Momo no Ten-nensui" e Mitsui Outlet Park.  Juntamente com Girolamo Panzetta , Rola também apareceu em um comercial de televisão para day spa empresa TBC.
Em 2014, ela apareceu em outro comercial para a TBC e um anúncio para o aplicativo de notícias para dispositivos móveis "Antenna".  Rola foi anunciado como o personagem de imagem do animal de estimação digital da Bandai , o Tamagotchi 4U , em julho de 2014.  Um "animal de estimação" de edição limitada baseado na própria Rola foi lançado em setembro de 2014.
Em dezembro de 2014, foi revelado que a Rola tinha contratos de publicidade com quinze empresas, mais do que qualquer outra celebridade japonesa em 2014.  Em 2015, a Rola apareceu em 11 comerciais, todos para empresas diferentes.  Ela ficou em terceiro lugar por aparecer no maior número de comerciais do ano.  Ela recuperou a primeira posição em 2017, com a Rola tendo contratos comerciais com quinze empresas, ultrapassando a atriz-modelo Suzu Hirose (quatorze contratos).

### Publicações
Em 23 de agosto de 2012, Rola lançou seu primeiro livro de moda, chamado The Rola.
Em 26 de junho de 2014, Rola lançou seu segundo livro de moda, chamado Rola's Closet.
Em 30 de novembro de 2015, Rola lançou seu primeiro livro de receitas, chamado Rola's Kitchen.

## Filmografia
| Ano  | Filme                             | Personagem |
| ---- | --------------------------------- | ---------- |
| 2016 | Resident Evil 6: O Capítulo Final | Cobalt     |

## Prêmios

### 2012
- 29º Japão Jeans Convenções Melhor "Jeanist" Prêmios: Eleito pela Comissão Categoria [63]
- 17ª Associação Japonesa de Nailistas Prémio Prémio Rainha: Categoria Tarento [64]

### 2013
- 10º The Best of Beauty Awards: Categoria dos Anos 20 [65][66]
- 30º Japão Jeans Convenções Melhor Jeanist Prêmios: Eleito pela General Public Category[67]

### 2014
- 31º Japão Jeans Convenções Melhor Jeanist  Prêmios: Eleito pela General Public Category[68]
- 19ª Associação Japonesa Nailist Prémio Prémio Rainha: Categoria Tarento [69]

### 2015
- Prémio Cookpad 2015: Melhor Cozinheiro